# Synegia malayana
Synegia malayana är en fjärilsart som beskrevs av Louis Beethoven Prout 1925. Synegia malayana ingår i släktet Synegia och familjen mätare. Inga underarter finns listade i Catalogue of Life.